# 带锥螺
带锥螺（学名：Turritella fascialis），是中腹足目锥螺科錐螺屬的一种。主要分布于中国大陆，常栖息在潮下带。